# Slávko Buban
Slávko Buban (* 28. ledna 1946) byl slovenský a československý politik a bezpartijní poslanec Sněmovny národů Federálního shromáždění za normalizace.

## Biografie
K roku 1986 se profesně uvádí jako opravář JZD. Ve volbách roku 1986 zasedl do slovenské části Sněmovny národů (volební obvod č. 138 – Sobrance, Východoslovenský kraj). Ve Federálním shromáždění setrval do ledna 1990, kdy byl odvolán ze své funkce v rámci procesu kooptací do Federálního shromáždění po sametové revoluci.